# 조정연
조정연은 대한민국의 KBS경인방송센터 아나운서이다.

## 학력
- 서울시립대 국문학과 04학번
- 고려대학교 언론대학원 석사과정

## 경력
- 2006년 제20회 월드 미스 유니버시티 한국 대표
- 뉴스 Y 앵커

## 수상 경력
- 2006년 제20회 월드 미스 유니버시티 최고특별상
- 2006년 제20회 월드 미스 유니버시티 네티즌 인기대상
- 2006년 제20회 월드 미스 유니버시티 본상 덕

## 출연 프로그램

### 과거
- KBS 2TV - 1대 100
- KBS 1TV - 남북의 창
- KBS 2TV - 굿모닝 대한민국
- KBS 2TV - 스펀지
- KBS 2TV - 한밤의 문화산책
- KBS 1TV - KBS 뉴스광장